# Araneus carroll
Araneus carroll är en spindelart som beskrevs av Levi 1973. Araneus carroll ingår i släktet Araneus och familjen hjulspindlar. Inga underarter finns listade i Catalogue of Life.